# Skokanský areál Desná
Das Skokanský areál in Desná besteht aus mehreren Skisprungschanzen. Zur Anlage gehören drei kleine Schanzen der Kategorie K 8, K 20, K 38 und eine mittlere Schanze der Kategorie K 60. Die Schanzen sind mit Matten belegt.

## Geschichte
Die erste Schanze soll um 1900 ein Porzellanfabrikant aus Desná gebaut haben. In den 1920er und 1930er Jahren soll es um den Ort Desná mehrere Schanzen gegeben haben. Die Schanzen wurden nach dem Zweiten Weltkrieg erneuert. Im Jahr 1955 entstand das neue Skokanský areál. Im Winter 1967 zerbrach der Brückenauslauf über dem Flüsschen und anschließend baute man die Anlage wieder auf. Im Jahr 1980 weihte man schließlich die K 20-, K 38- und K 60-Mattenschanze ein. Jedes Jahr im Sommer und Winter werden Wettkämpfe für die Jugend ausgetragen. 2006 wurden alle drei Schanzen saniert und neu mit Matten belegt.